# Boyd Gilmore
Boyd Gilmore (Inverness (Mississippi), 1 juni 1905 – Fresno, 23 december 1976) was een Amerikaanse deltablueszanger, -gitarist en songwriter. Onder de nummers die hij schreef waren All in My Dreams, Believe I'll Settle Down, I Love My Little Woman en If That Your Girl. Gilmore nam ook een versie op van het nummer Ramblin' on My Mind van collega Delta bluesman Robert Johnson. Hij zou gitaar kunnen spelen, hoewel er geen opgenomen bewijs is van zijn werk op dat instrument. Volgens AllMusic was hij een uitbundige zanger.

## Biografie
Gilmore nam Ramblin' on My Mind op 23 januari 1952 op in de Casablanca Lounge in Greenville (Mississippi), dat hij zong met begeleiding van Ike Turner op piano en Jesse 'Cleanhead' Love op drums. Het nummer is uitgebracht door Modern Records, met Just an Army Boy op de B-kant. In dezelfde sessie nam Gilmore verschillende andere nummers op, waaronder All in My Dreams en Take a Little Walk with Me, die door Modern als single werden uitgebracht. James Scott jr. vergezelde hem op gitaar, maar zijn gedeelte werd het slachtoffer van de vroege opnametechnologie, toen een introductie en gitaaronderbreking van Elmore James' Please Find My Baby later werd gesplitst in All in My Dreams.
Gilmore nam Believe I'll Settle Down op voor Sun Records in Memphis (Tennessee) in juli 1953, vergezeld door Pinetop Perkins op piano, Earl Hooker op gitaar en Willie Nix op drums, maar zoals sommige van zijn eerdere opnamen werd het op dat moment niet uitgebracht.
Na zijn korte opnamecarrière trad Gilmore een tijdje op in jukejoints in de Delta. Hij trad ook regelmatig op in Saint Louis (Missouri) en Pine Bluff (Arkansas), gedurende welke periode hij in een dichtgetimmerd verlaten huis woonde. Gedurende de jaren dat hij in Pine Bluff woonde, traden Gilmore en Houston Stackhouse samen op, zoals ze eerder hadden gedaan tijdens de vroege jaren 1950. In Pine Bluff trad hij vaak op in de kleine club Jack Rabbitts. Eind jaren 1960 vestigde Gilmore zich in Californië en woonde daar tot zijn dood.

## Overlijden
Boyd Gilmore overleed in december 1976 op 70-jarige leeftijd. Hij werd bijgezet op Odd Fellows Cemetery in Fresno.